# Гелоним
Гело́ним (от греч. Ἕλος, τέλμα — стоячая вода, болото) — собственное имя любого болота, заболоченного места. Вид гидронима. Примеры: Чёртово болото, Козье болото, Ключи, Мох, Горелый мох. Совокупность гелонимов на определённой территории составляет гелонимию.
Актуальность изучения гелонимии связана с малым количеством работ, посвящённых этой теме, с постепенным вымиранием многих деревень и утратой микротопонимов вокруг них. С исчезновением каждого населённого пункта исчезают десятки местных комонимов, в том числе забываются и названия болот.

## Топоформат термина гелоним
Совокупность гелонимов: гелонимия
Раздел топонимики: гелонимика (названия болот)
Исследователь: гелонимист
Список гелонимов: гелонимикон
Процесс: гелонимuзацuя (лексических единиц)
Обратный процесс: дегелонимизация
Прилагательное: гелонимический (от гелонимика) и гелонимный (от гелоним)